# Halloween H20
Halloween H20 (Alternativtitel: Halloween H20 – 20 Jahre später) ist ein US-amerikanischer Horrorfilm aus dem Jahr 1998 von Regisseur Steve Miner und der siebte Film der Halloween-Filmreihe.

## Handlung
Vor 20 Jahren wurde Laurie Strode von ihrem psychopathischen Bruder Michael verfolgt und beinahe getötet. Unter ihrem neuen Namen Keri Tate lebt sie zusammen mit ihrem 17-jährigen Sohn John als Schuldirektorin der Elite-Schule „Hillcrest“ in Kalifornien. Aufgrund der verstörenden Ereignisse in ihrer Vergangenheit leidet sie an Angstzuständen, Alpträumen, Verfolgungswahn sowie Alkohol- und Medikamentensucht.
Zwei Tage vor Halloween bricht Michael in das Haus seines bereits verstorbenen Psychiaters Samuel Loomis ein und tötet die dort lebende Krankenschwester Marion Chambers sowie zwei Nachbarn, die ihr zu Hilfe kommen. In einem Aktenschrank findet er Dokumente, die den Aufenthaltsort seiner Schwester verraten. Er entwendet ein Auto und fährt von Illinois nach Kalifornien.
Beinahe alle Schüler und Lehrer des Internats nehmen an einem Ausflug in den Yosemite-Nationalpark teil, nur wenige Personen sind zurückgeblieben.
John, seine Freundin Molly sowie Charles und Sarah nutzen das fast menschenleere Internat, um eine private Halloweenparty zu veranstalten.
Unterdessen verschafft sich Michael Zutritt zum Gelände. Er findet die Jugendlichen und tötet Charles und Sarah. Auch der Lehrer Will Brennan fällt ihm zum Opfer.
Als Laurie bemerkt, dass ihr Bruder sie gefunden hat und sich bereits im Internat aufhält, glaubt sie, dass sie sich ihm stellen muss. Sie verhilft ihrem Sohn John und seiner Freundin Molly zur Flucht und bleibt zurück, um ihren Bruder zu bezwingen, was ihr nach einem längeren Kampf durch mehrere Räumlichkeiten auch gelingt. Sie kann Michael aus einem Hinterhalt überraschen und rammt ihm mehrere Male ein Küchenmesser in die Brust. Michael stürzt infolgedessen über eine Brüstung und bleibt regungslos liegen.
Nach der Ankunft der Rettungskräfte entwendet Laurie den Leichenwagen, um sich letzte Gewissheit zu verschaffen, dass darin der tote Michael liegt. Dieser lebt jedoch und kann sich aus dem Leichensack befreien. Er attackiert die am Steuer sitzende Laurie, aber nach einer Vollbremsung fliegt er durch die Windschutzscheibe auf die Straße. Kurz darauf steht er wieder auf und wird von Laurie angefahren. Mit Michael auf der Motorhaube rast Laurie einen Abhang hinunter. Michael wird vom Auto weg- und Laurie aus dem Auto hinausgeschleudert. Das Fahrzeug prallt gegen einen Baum und Michael wird zwischen dem Wagen und dem Baum eingeklemmt. Laurie sieht ihm durch die Maske in die Augen und schlägt ihm dann mit einer Axt den Kopf ab.

## Synchronisation
Die deutsche Synchronfassung entstand bei der FFS Film- & Fernseh-Synchron GmbH, München. Peter Stein schrieb das Dialogbuch und führte Regie.
| Rolle                          | Schauspieler         | Sprecher           |
| ------------------------------ | -------------------- | ------------------ |
| Keri Tate / Laurie Strode      | Jamie Lee Curtis     | Dagmar Heller      |
| John Tate / John Strode        | Josh Hartnett        | Dirk Meyer         |
| Will Brennan                   | Adam Arkin           | Achim Geisler      |
| Molly Cartwell                 | Michelle Williams    | Caroline Combrinck |
| Ronald „Ronny“ Jones           | LL Cool J            | Jan Odle           |
| Sarah Wainthrope               | Jodi Lyn O’Keefe     | Anke Kortemeier    |
| Charles Deveraux               | Adam Hann-Byrd       | Benedikt Weber     |
| Norma Watson                   | Janet Leigh          | Edith Schneider    |
| Jimmy Howell                   | Joseph Gordon-Levitt | Gabor Gomberg      |
| Marion Chambers                | Nancy Stephens       | Katharina Lopinski |
| Detective Matt Sampson         | Matt Winston         | Marcus Off         |
| Shirley „Shirl“ Jones (Stimme) | LisaGay Hamilton     | Michele Sterr      |
| Dr. Sam Loomis (Stimme)        | Tom Kane             | Norbert Gastell    |

## Kritiken
„Schrille Schreie und solide Unterhaltung für Horrorfans. Und einmal mehr überlebt Jamie Lee Curtis das Massaker.“

„Steve Miner (‚Day of the Dead‘) knüpft direkt an den Horrorklassiker von 1978 an, der Jamie Lee Curtis zur Scream Queen machte. Miner modernisiert den Stoff durch Anleihen beim Teenschlitzer-Genre, lässt aber nur selten entspannenden Humor aufblitzen. Dafür geht’s hier dosiert, aber heftig zur Sache – eindeutig das beste aller sieben Halloween-Sequels.“

## Trivia
Der Film spielte bei einem Budget von 17 Millionen US-Dollar insgesamt 55 Millionen Dollar ein.
Zu Beginn zeigt der Film die Einblendung „OCTOBER 29, 1998“, welches auch das Datum der Veröffentlichung war.

## Auszeichnungen
- Der Film war 1999 in den Kategorien „Best Actress“ und „Best Horror Film“ für einen Saturn Award nominiert.
- Halloween H20 erhielt vier Nominierungen für einen Blockbuster Entertainment Award.
- Josh Hartnett war für einen MTV Movie Award nominiert.